# Воздушные пешеходы
«Воздушные пешеходы» — советский художественный фильм, выпущенный в 1979 году киностудией «Узбекфильм». Режиссёр — Юрий Степчук. Премьера фильма в Москве состоялась в октябре 1980 года

## Сюжет
Влюблённые друг в друга Акмаль и Замира — потомственные канатоходцы. Однако мечта Замиры — джигитовка, поэтому она овладевает этим искусством. Замира получает предложение о продолжительных гастролях во Владивостоке. Свадьбе Акмаля и Замиры противится отец Акмаля и Замира решает выйти замуж за наездника Карима.

## Производство
В съёмках фильма принимали участие такие цирковые артисты, как канатоходцы Ташкенбаевы, наездники Зариповы, дрессировщики Л. Ходжаева и А. Корнилов, гимнасты Ж. Рыжкова и В. Панюшкин, группа гимнастов Ю. Галаган, группа акробатов Р. Беллея, а также коллективы из Чирчика и Ангрена.
В этом фильме одну из своих последних ролей сыграл Народный артист СССР Раззак Хамраев.

## В ролях
- Ашот Меликджанян — Акмаль
- Тамара Шакирова — Замира
- Наби Рахимов — Хаким-ата
- Вахид Кадыров — Икрамджон
- Мамараим Юсупов — Джура
- Талгат Нигматулин — Карим
- Аида Юнусова — Манзара
- Джалол Юсупов — Махкам
- Максуд Мансуров — Акбар
- Раззак Хамраев
- Пулат Саидкасымов
- Ирода Алиева
- М. Атабаев
- Мухтар Ишмухамедов